# Canoa/kayak ai Giochi della XXXIII Olimpiade - C1 1000 metri maschile
La gara di canoa velocità C1 1000 metri per Parigi 2024 si è svolta allo stadio nautico di Vaires-sur-Marne nei giorni 7 e 9 agosto 2024.
Il nome dell'evento descrive il formato particolare all'interno della canoa sprint. Il formato "C" indica una canoa, con il canoista inginocchiato che usa una pagaia a pala singola per pagaiare e sterzare (al contrario di un kayak, con un canoista seduto, una pagaia a doppia pala e un timone azionato a pedale). "1" è il numero di canoisti in ogni barca. "1000 metri" è la distanza di ogni gara.
Alla competizione hanno preso parte 25 atleti di 21 nazioni.

## Regolamento della competizione
La canoa sprint usa un formato a quattro round per eventi con almeno 11 barche, con batterie, quarti di finale, semifinali e finali. I dettagli per ogni round dipendono da quante barche alla fine si iscrivono.
| Data          | Turno            |
| ------------- | ---------------- |
| 7 agosto 2024 | Batterie         |
| 7 agosto 2024 | Quarti di finale |
| 9 agosto 2024 | Semifinali       |
| 9 agosto 2024 | Finale           |

## Risultati

### Batterie

#### Batteria 1
| Pos. | Atleta            | Paese                       | Tempo   | Note |
| ---- | ----------------- | --------------------------- | ------- | ---- |
| 1    | Wiktor Głazunow   | Polonia                     | 3'48"40 | SF   |
| 2    | Zakhar Petrov     | Atleti Individuali Neutrali | 3'49"86 | SF   |
| 2    | José Ramón Pelier | Cuba                        | 3'52"17 | QF   |
| 4    | Nicolae Craciun   | Italia                      | 3'53"90 | QF   |
| 5    | Ji Bowen          | Cina                        | 4'02"85 | QF   |

#### Batteria 2
| Pos. | Atleta           | Paese                     | Tempo   | Note |
| ---- | ---------------- | ------------------------- | ------- | ---- |
| 1    | Martin Fuksa     | Rep. Ceca                 | 3'50"39 | SF   |
| 2    | Isaquias Queiroz | Brasile                   | 3'53"94 | SF   |
| 3    | Fernando Jorge   | Atleti Olimpici Rifugiati | 3'54"90 | QF   |
| 4    | Dániel Fejes     | Ungheria                  | 3'56"00 | QF   |
| 5    | Pablo Crespo     | Spagna                    | 4'05"05 | QF   |

#### Batteria 3
| Pos. | Atleta            | Paese      | Tempo   | Note |
| ---- | ----------------- | ---------- | ------- | ---- |
| 1    | Cătălin Chirilă   | Romania    | 3'44"75 | SF   |
| 2    | Adrien Bart       | Francia    | 3'46"93 | SF   |
| 3    | Carlo Tacchini    | Italia     | 3'59"59 | QF   |
| 4    | Sergey Yemelyanov | Kazakistan | 4'05"31 | QF   |
| 5    | Pavlo Altukhov    | Ucraina    | 4'11"32 | QF   |

#### Batteria 4
| Pos. | Atleta              | Paese      | Tempo   | Note |
| ---- | ------------------- | ---------- | ------- | ---- |
| 1    | Serghei Tarnovschi  | Moldavia   | 3'49"27 | SF   |
| 2    | Connor Fitzpatrick  | Canada     | 3'50"79 | SF   |
| 3    | Mateus Nunes Bastos | Brasile    | 3'52"60 | QF   |
| 4    | Lai Kuan-chieh      | Kazakistan | 4'01"26 | QF   |
| 5    | Ghailene Khattali   | Tunisia    | 4'23"05 | QF   |

#### Batteria 5
| Pos. | Atleta               | Paese    | Tempo   | Note |
| ---- | -------------------- | -------- | ------- | ---- |
| 1    | Sebastian Brendel    | Germania | 3'45"48 | SF   |
| 2    | Liu Hao              | Cina     | 3'45"85 | SF   |
| 3    | Balázs Adolf         | Ungheria | 3'48"21 | QF   |
| 4    | Mohammad Nabi Rezaei | Iran     | 4'10"36 | QF   |
| 5    | Benilson Sanda       | Angola   | 4'11"40 | QF   |

### Quarti di finale

#### Quarto di finale 1
| Pos. | Atleta               | Paese    | Tempo   | Note |
| ---- | -------------------- | -------- | ------- | ---- |
| 1    | Dániel Fejes         | Ungheria | 3:47.88 | SF   |
| 2    | José Ramón Pelier    | Cuba     | 3:49.41 | SF   |
| 3    | Pavlo Altukhov       | Ucraina  | 3:51.58 |      |
| 4    | Mohammad Nabi Rezaei | Iran     | 3:52.41 |      |
| 5    | Mateus Nunes Bastos  | Brasile  | 4:08.50 |      |

#### Quarto di finale 2
| Pos. | Atleta          | Paese         | Tempo   | Note |
| ---- | --------------- | ------------- | ------- | ---- |
| 1    | Carlo Tacchini  | Italia        | 3'49"15 | SF   |
| 2    | Pablo Crespo    | Spagna        | 3'50"24 | SF   |
| 3    | Nicolae Craciun | Italia        | 3'53"13 |      |
| 4    | Lai Kuan-chieh  | Taipei cinese | 3'58"79 |      |
| 5    | Benilson Sanda  | Angola        | 4'12"73 |      |

#### Quarto di finale 3
| Pos. | Atleta            | Paese                     | Tempo   | Note |
| ---- | ----------------- | ------------------------- | ------- | ---- |
| 1    | Balázs Adolf      | Ungheria                  | 3'53"65 | SF   |
| 2    | Ji Bowen          | Cina                      | 3'56"36 | SF   |
| 3    | Sergey Yemelyanov | Kazakistan                | 3'59"68 |      |
| 4    | Fernando Jorge    | Atleti Olimpici Rifugiati | 4'06"63 |      |
| 5    | Ghailene Khattali | Tunisia                   | 4'28"44 |      |

### Semifinali

#### Semifinale 1
| Pos. | Atleta             | Paese    | Tempo   | Note |
| ---- | ------------------ | -------- | ------- | ---- |
| 1    | Sebastian Brendel  | Germania | 3'44"78 | FA   |
| 2    | Isaquias Queiroz   | Brasile  | 3'44"80 | FA   |
| 3    | Wiktor Głazunow    | Polonia  | 3'45"30 | FA   |
| 4    | Carlo Tacchini     | Italia   | 3'45"42 | FA   |
| 5    | Cătălin Chirilă    | Romania  | 3'45"78 | FB   |
| 6    | José Ramón Pelier  | Cuba     | 3'46"37 | FB   |
| 7    | Ji Bowen           | Cina     | 3'46"48 | FB   |
| 8    | Connor Fitzpatrick | Canada   | 3'56.31 | FB   |

#### Semifinale 2
| Pos. | Atleta             | Paese                       | Tempo   | Note |
| ---- | ------------------ | --------------------------- | ------- | ---- |
| 1    | Martin Fuksa       | Rep. Ceca                   | 3'44"69 | FA   |
| 2    | Serghei Tarnovschi | Moldavia                    | 3'45"33 | FA   |
| 3    | Zakhar Petrov      | Atleti Individuali Neutrali | 3'45"99 | FA   |
| 4    | Balázs Adolf       | Ungheria                    | 3'46"61 | FA   |
| 5    | Dániel Fejes       | Ungheria                    | 3'47"83 | FB   |
| 6    | Adrien Bart        | Francia                     | 3'49"56 | FB   |
| 7    | Liu Hao            | Cina                        | 4'01"95 | FB   |
| 8    | Pablo Crespo       | Spagna                      | 4'03"04 | FB   |

### Finali

#### Finale B
| Pos. | Atleta             | Paese    | Tempo   | Note |
| ---- | ------------------ | -------- | ------- | ---- |
| 9    | Cătălin Chirilă    | Romania  | 3'47"48 |      |
| 10   | José Ramón Pelier  | Cuba     | 3'48"58 |      |
| 11   | Dániel Fejes       | Ungheria | 3'50"22 |      |
| 12   | Pablo Crespo       | Spagna   | 3'50"54 |      |
| 13   | Liu Hao            | Cina     | 3'52"25 |      |
| 14   | Connor Fitzpatrick | Canada   | 3'52"46 |      |
| 15   | Ji Bowen           | Cina     | 3'58"13 |      |
| 16   | Adrien Bart        | Francia  |         |      |

#### Finale A
| Pos. | Atleta             | Paese                       | Tempo   | Note            |
| ---- | ------------------ | --------------------------- | ------- | --------------- |
|      | Martin Fuksa       | Rep. Ceca                   | 3'43"16 | Record olimpico |
|      | Isaquias Queiroz   | Brasile                     | 3'44"33 |                 |
|      | Serghei Tarnovschi | Moldavia                    | 3'44"68 |                 |
| 4    | Zakhar Petrov      | Atleti Individuali Neutrali | 3'45"28 |                 |
| 5    | Carlo Tacchini     | Italia                      | 3'48"97 |                 |
| 6    | Wiktor Głazunow    | Polonia                     | 3'49"05 |                 |
| 7    | Balázs Adolf       | Ungheria                    | 3'49"83 |                 |
| 8    | Sebastian Brendel  | Germania                    | 3'51"44 |                 |